# Molnár György (rendező)
Molnár György Endre (Budapest, 1948. június 21. –) Balázs Béla-díjas (1990) magyar rendező, forgatókönyvíró, egyetemi tanár, érdemes művész (2003).

## Életpályája
Molnár (Müller) Miklós (1905–1965) gyári képviselő és Sugár Rózsa (1911–1971) fiaként született. 1966-tól a Magyar Rádió és Televízió munkatársa. 1966–1967-ben segédmunkás, illetve stúdiómunkás volt a Magyar Rádióban. Közben ügyelőként működött közre több rádiós produkcióban; rádió-riportokat is készített. Több éven keresztül írt jeleneteket, illetve olykor dalszövegeket a Rádió Szórakoztató Osztálya számára. 1967–1969 között felvételvezetőként dolgozott az MTV Irodalmi és Drámai Főosztályán. 1969-től először ügyelő, II. asszisztens, I. asszisztens, majd a rendező munkatársa lett a Drámai Osztályon, illetve a Művészeti Főosztályon (később Szórakoztató és Zenei Főszerkesztőség. Főként tévéfilmekben, de emellett komoly-, és könnyűzenei, tánc- és képzőművészeti műsorokban is foglalkoztatták. Forgatókönyveket írt több rendezőnek, a későbbiekben elsősorban a maga számára. 1970-ben elvégezte a Magyar Televízió gyártásvezetői tanfolyamát. 1971–1975 között a Színház- és Filmművészeti Főiskola rendező szakos hallgatója volt, Keleti Márton illetve Makk Károly osztályában. 1976 óta rendezőként tevékenykedik. Először az MTV Szórakoztató és Zenei Főszerkesztőségén, majd 1988-tól a Drámai Főosztályon. A szak-főosztályok megszűnése után, az 1990-es évek közepétől a Rendezői és Operatőri Osztály lett a munkahelye. Itt az egyik főrendező, 2003-tól főmunkatárs. Mozifilm készítési lehetőséghez 1989-ben jutott.
Az 1990-es évektől egyetemeken tanít. (Magyar Képzőművészeti Egyetem - díszlet-, és jelmeztervező hallgatóknak filmes, és tévés gyakorlatot, Színház- és Filmművészeti Egyetem - színészosztályokban filmes színészmesterséget.)
2000-től 2012-ig tanszékvezető a Magyar Képzőművészeti Egyetem Látványtervező Tanszékén, a mozgóképes tárgyak felelőse, többnek oktatója. Az Egyetemi Szenátus, illetve a Doktori Tanács tagja, doktoriskolai témavezető. 2012-től a Budapesti Metropolitan Egyetemen (korábban BKF) Intézetvezető, majd a Mozgóképművészeti Központ vezetője, a Szenátus tagja.
2002-ben DLA fokozatot szerzett, 2005-ben habilitált. A felsőoktatási hierarchiában rövid ideig adjunktus, azután egyetemi docens, habilitált docens, majd a professzori kinevezést is elnyerte. 2018-tól professor emeritus.
A Magyar Felsőoktatási Akkreditációs Bizottság Művészeti Bizottságának tagja (2012–2018). A MAB Művészeti Bizottságának tagja (2012–2018), Az FMS-nek (Fiatal Művészek Stúdiója) tagja volt az alapítástól a megszűnéséig. Amikor a nyolcvanas évek második felétől az FMS önállóvá vált, a művészeti tanács tagjává választották. 1995 óta a Film- és Tv-művészek Szövetségének főtitkára, 2000-től társelnöke. 2010-től a választmány tagja. FilmJUS, (az 1997-es alapítástól) választmányi tag, elnökségi tag. A Filmvilág Alapítvány kuratóriumának tagja, majd elnöke.
Rendezői tevékenységéről:
Több száz különféle produkciót rendezett, eleinte zenei (komoly- és könnyűzenei), szórakoztató, ifjúság számára készült, később dramatikus műveket, - játékfilm–terjedelműt, húszegynéhányat és öt mozifilmet.
Műveit sugározták szinte valamennyi európai ország tévéállomásain, az USA-ban, Kanadában, Kuvaitban, Kínában, Indiában és Ausztráliában is.
Néhány munkáját korábban betiltották, – Lóden-show, Békestratégia, Örökkön-örökké, Vigyázat! Mélyföld! stb. – ám később ezek is bemutatásra kerültek.
Időnként színházban is rendez, folyóiratokban publikál.

## Magánélete
1977-ben házasságot kötött Dévényi Rita díszlet- és jelmeztervezővel. Két gyermekük született: Molnár Judit Anna (1982) és Molnár Péter Miklós (1993). Unokái: két kislány.

## Színházi rendezései
A Színházi Adattárban regisztrált bemutatóinak száma: 7.
- Schnitzler: Körmagyar (1990)
- Pozsgai Zsolt: Szeretlek cirkusz (1992)
- Zágon-Nóti: Hyppolit, a lakáj (1994)
- Nagy András: Mi hárman (1998)
- Várkonyi Mátyás: Sztárcsinálók (2002)
- Hamilton: Gázláng (2003)
- Artista História (2006)
- Kemény Gábor: Casting (2006)

## Filmjei

### Rendezőként
- Lássuk a zenét! - Nemzetközi Zenei Rendezőverseny (1976)
- Egymillió fontos hangjegy (1976-1977, 1979)
- Ha a zenekar is úgy dolgozna (1976)
- Kukucsolás (1977) (forgatókönyvíró is)
- Hímző bácsi (1977) (forgatókönyvíró is)
- Papírvilág (1977) (forgatókönyvíró is)
- Őfelsége, a nő (1977) (forgatókönyvíró is)
- Őfelsége, a férfi (1977) (forgatókönyvíró is)
- Kövek (1977) (forgatókönyvíró is)
- A szálkától az erdőig (1977) (forgatókönyvíró is)
- A pókhálótól a hajókötélig (1977) (forgatókönyvíró is)
- A gyúrható agyag (1977) (forgatókönyvíró is)
- El Contor - Dean Reed (1977)
- Lidérces álmok (1978) (forgatókönyvíró is)
- Félkész cirkusz (1978) (forgatókönyvíró is)
- Egy gyékényen (1978)
- Beteget vegyenek (1978)
- A tó titka (1978)
- A plakátragasztó (1978) (forgatókönyvíró is)
- Szevasz, öcsi (1979) (forgatókönyvíró is)
- Boleró, Milleneum, oh! (1979)
- Elek király a székláb (1979)
- Régi muzsika kertje (1980) (forgatókönyvíró is)
- A Dominó Kölnben (1980) (forgatókönyvíró is)
- Egymillió foltos hangjegy (1979) (forgatókönyvíró is)
- Lóden-show (1980) (forgatókönyvíró is)
- Alfonshow (1980) (forgatókönyvíró is)
- Régi muzsika kertje (1980) (forgatókönyvíró is)
- Claude Flagell (1981)
- Liftrapszódia (1981) (forgatókönyvíró is)
- A Debreceni Délibáb Együttes (1982) (forgatókönyvíró is)
- Ugye nem felejtesz el (1982) (forgatókönyvíró is)
- Tüsszentés (1982) (forgatókönyvíró is)
- Akar velem játszani? (1982) (forgatókönyvíró is)
- Híres húsvét napján (1983) (forgatókönyvíró is)
- Rafinált bűnösök (1985) (forgatókönyvíró is)
- Békestratégia (1987) (forgatókönyvíró is)
- Televarieté (1986)
- Örökkön-örökké (1986) (forgatókönyvíró is)
- Vigyázat, mélyföld! (1986) (forgatókönyvíró is)
- A varázsló álma (1987) (forgatókönyvíró is)
- Megengedett sebesség 1-4 (1987)
- Alapképlet (1989) (forgatókönyvíró is)
- Bekerítve (1990)
- Vörös vurstli (1990) (forgatókönyvíró is)
- Vadkabát ízzel (1991)
- Csépel az idő (1992) (forgatókönyvíró is)
- Anna filmje (1993) (forgatókönyvíró is)
- Albérlet Cinkotán (1993)
- Marcus Aurlius - Közjáték 1-7 (1992-93) (forgatókönyvíró is)
- Kosztolányi - Közjáték 1-7 (1992-93) (forgatókönyvíró is)
- Budapest Nagykávéház (1993) (forgatókönyvíró is)
- Y.E.S. (1994) (forgatókönyvíró is)
- Az istenek sohasem pihennek (1994) (forgatókönyvíró is)
- Három idegen úr (1995) (forgatókönyvíró is)
- Öt perc próza 1-18 (1995) (forgatókönyvíró is)
- A szavak is élnek és elhalnak (1996)
- A rossz orvos (1996) (forgatókönyvíró is)
- Benkő Gyula portré (1997)
- Mi hárman (1998) (forgatókönyvíró is)
- Az én Petőfim (1998) (forgatókönyvíró is)
- Sok hűhó Emmiért (1998) (forgatókönyvíró is)
- Időkerék (1999) (forgatókönyvíró is)
- Egyszer élünk (2000)
- Pont, pont, vesszőcske (2000) (forgatókönyvíró is)
- Egy konok ember (2000) (forgatókönyvíró is)
- A beszéd mérnöke (2000) (forgatókönyvíró is)
- Millenniumi mesék (2001)
- Mert szabad vagyok (2001)
- Virtuóz varázs (2003) (forgatókönyvíró is)
- Nem történik semmi (2004) (forgatókönyvíró is)
- Könyveskép (2004-2007)
- Alkotóház (2004-2008)
- Ólomálom (2005) (forgatókönyvíró is)
- Tavasz, nyár, ősz (2007) (forgatókönyvíró is)
- A pince (2008) (forgatókönyvíró is)
- Mondom a magamét (2009)
- Ki/Be - Tawaret (2010) (forgatókönyvíró is)

### Színészként
- Ördög vigye (1992)
- Expedíció (2014)
- Remény (2015)

## Díjai, elismerései
- Hazai és külföldi fesztiválokon filmjeivel, mintegy negyven díjat nyert, Veszprémi Tévé Találkozó Fődíja (4-szer), különdíja (4-szer), Bergamo, Plovdiv fődíj (2-szer), a Magyar Filmszemle négy díja (2000, 2010), Kamera Hungária játékfilm kategóriadíj (2000) stb. Egy-egy művét A kategóriás fesztiválra is nominálták: San Sebastian, Kairó, Mannheim stb.
- A Varázsló álma című filmjét a New-York-i Modern Művészetek Múzeuma, Televíziós részlege örök időkre archiválta, -1990-ben.
- a salernói fesztivál nagydíja (1995) Anna filmje
- a filmszemle díja (2000, 2010)

Tudományos és/vagy művészeti ösztöndíjak
- British Council Ösztöndíj (1983)
- Széchenyi István-ösztöndíj (2003-2006)
- Balázs Béla-díj (1990)
- Érdemes művész (2003)